# Ла-Ринконада (Перу)
Ла-Ринконада (ісп. La Rinconada) — місто в перуанських Андах (плато Альтіплано), розташоване поряд із золотим рудником. Вважається найвищим містом у світі. Економіка в основному базується на видобутку золота в сусідній шахті. Місто не забезпечене проточною водою чи каналізацією. Крім того наявні значні забруднення ртуттю у зв'язку зі способом видобутку золота.

## Географія
Лежить на схилах льодовика Белла-Дурм'єнте (ісп. Bella Durmiente, букв. Спляча красуня) на річці Ріо-Раміс (басейн озера Тітікака).

### Клімат
Місто перебуває у зоні так званої «гірської тундри», котра характеризується кліматом арктичних пустель. Найтепліший місяць — листопад із середньою температурою 6,1 °C (43 °F). Найхолодніший місяць — липень, із середньою температурою 1.5 °С (34.7 °F).
| Клімат Ла-Ринконади     | Клімат Ла-Ринконади | Клімат Ла-Ринконади | Клімат Ла-Ринконади | Клімат Ла-Ринконади | Клімат Ла-Ринконади | Клімат Ла-Ринконади | Клімат Ла-Ринконади | Клімат Ла-Ринконади | Клімат Ла-Ринконади | Клімат Ла-Ринконади | Клімат Ла-Ринконади | Клімат Ла-Ринконади | Клімат Ла-Ринконади |
| Показник                | Січ.                | Лют.                | Бер.                | Квіт.               | Трав.               | Черв.               | Лип.                | Серп.               | Вер.                | Жовт.               | Лист.               | Груд.               | Рік                 |
| Середня температура, °C | 5,6                 | 5,5                 | 5,5                 | 4,8                 | 3,2                 | 1,7                 | 1,5                 | 2,8                 | 4,4                 | 5,7                 | 6,1                 | 6                   | 4,4                 |
| Норма опадів, мм        | 145.1               | 125.4               | 113.8               | 58.8                | 18.1                | 3                   | 4.3                 | 11                  | 42.6                | 53.1                | 68.2                | 124.8               | 768.2               |
| Днів з опадами          | 21,1                | 24                  | 17,6                | 10,7                | 5,5                 | 2,5                 | 3                   | 4                   | 9                   | 10,5                | 11,2                | 17,6                | 136,7               |
| Вологість повітря, %    | 73.4                | 74.4                | 72.6                | 64.3                | 55.8                | 49.9                | 49.8                | 51.7                | 56.2                | 56.2                | 58.4                | 66.7                | 60.8                |
| ----------------------- | ------------------- | ------------------- | ------------------- | ------------------- | ------------------- | ------------------- | ------------------- | ------------------- | ------------------- | ------------------- | ------------------- | ------------------- | ------------------- |
| Джерело: Weatherbase    |                     |                     |                     |                     |                     |                     |                     |                     |                     |                     |                     |                     |                     |